# Jean Langlais
Jean Langlais /ʒɑ̃ lɑ̃ˈɡlɛ/ (La Fontenelle, 15 febbraio 1907 – Parigi, 8 maggio 1991) è stato un organista, compositore e improvvisatore francese.

## Biografia

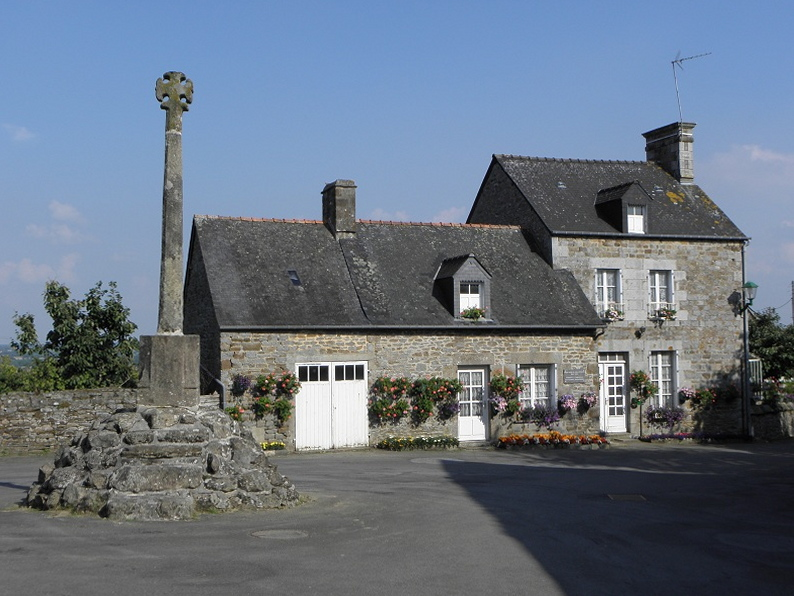
Casa natale di Jean Langlais

Cieco dall'età di due anni, studiò presso l'Institut National des Jeunes Aveugles di Parigi. Lì vi apprende il violino, il pianoforte, organo e composizione organistica con André Marchal. Ammesso nel 1927 alla classe di organo di Marcel Dupré al Conservatorio di Parigi, vi apprende anche l'improvvisazione con Charles Tournemire. Riceve nel 1930 il primo premio d'organo, l'anno successivo il Grand Prix d'Exécution et d'Improvisation des Amis de l'Orgue.
Organista dal 1945 al 1987 presso la basilica delle Sante Clotilde e Valeria a Parigi, diede molti concerti, in particolare trecento concerti negli Stati Uniti tra il 1952 e il 1981.

## Opere
Langlais fu compositore molto prolifico, con un catalogo numerato di 245 opere. La sua principale produzione fu nel campo della musica organistica dove diverse sue pagine sono ormai fermamente inserite nel repertorio concertistico degli organisti, ma si segnalò anche nel campo della musica corale sacra e profana.
- 1927 - Prélude et fugue
- 1932 - Poèmes Evangéliques: L'Annonciation - La Nativité - Les Rameaux
- 1933-1934 - Trois Paraphrases Grégoriennes: Mors et Resurrectio - Ave Maria, Ave Maris Stella - Te Deum
- 1933-1939 - Vingt-Quatre Pièces pour harmonium ou orgue en 2 volumes
- 1941 - Première Symphonie: Allegro - Eglogue - Choral - Final
- 1942-1943 - Neuf Pièces: Chant de peine - Chant de joie - Chant de paix - Chant héroïque - In dulci jubilo - De profundis - Mon ame cherche une fin paisible - Prélude sur une antienne - Rhapsodie grégorienne
- 1943 - Deux Offertoires pour tous les temps
- 1946 - Fête
- 1947 - Suite Brève: Grands Jeux - Cantilène - Plainte - Dialogue sur les mixtures
- 1947 - Suite Médiévale: Prélude - Tiento - Improvisation - Méditation - Acclamations Carolingiennes
- 1948 - Suite Française: Prélude sur les grands jeux - Nazard - Contrepoint sur des jeux d'anches - Française - Choral sur la voix humaine - Arabesque sur les flûtes - Méditation sur les jeux de fonds - Trio - Voix céleste - Final rhapsodique
- 1949 - Incantation pour un Jour Saint
- 1950 - Four Postludes
- 1951 - Hommage à Frescobaldi: Prélude au Kyrie - Offertoire - Elévation - Communion -Fantaisie - Antienne - Thème et variations - Epilogue pour pédale solo
- 1952 - Folkloric Suite: Fugue sur O filii - Légende de Saint Nicolas - Canzona - Cantique - Rhapsodie sur deux Noëls
- 1954 - Dominica in Palmis
- 1956 - Huit Pièces Modales
- 1956 - Organ Book: Prelude - Pastoral Song - Choral in E minor - Flutes - Musette - Choral in F Major - Scherzando - Epithalamium - Andantino - Pasticcio
- 1956 - Triptyque: Melody - Trio - Final
- 1957 - Office pour la Sainte Famille: Prélude - Offertoire - Communion - Sortie
- 1957 - Office pour la Sainte Trinité: Prélude - Offertoire - Communion - Sortie
- 1961 - Essai
- 1962 - Trois Méditations sur la Sainte Trinité: Le Père - Le Fils - Le Saint Esprit
- 1962 - Douze Petites Pièces pour orgue ou harmonium
- 1965 - Poem of Life
- 1966 - Poem of Peace
- 1966 - Poem of Happiness
- 1967 - Sonate en trio
- 1968 - Livre Œcuménique: Sacris solemniis - De Profundis - Verbum supernum - Eine Feste Burg - Ave Maris stella - Magnificat - Pater Noster - Notre Père - Kyrie orbis factor - Kyrie, Dieu, Père Eternel - Gloria orbis factor - Gloire à Dieu
- 1968 - Deux Pièces: Adoration - Prélude dans le style ancien
- 1969 - Three Voluntaries: Saint Jacques le Majeur - Ste Marie Madeleine - Ste Trinité
- 1970 - Trois Implorations: Pour la Joie - Pour l'Indulgence - Pour la Croyance
- 1971 - Cinq Chorals: Was uns die Erde Gutes spendet - Nun singt ein neues Lied dem Herren - Wie lieblich schön, Herr Zebaoth - Gesegn uns, Herr, die Gaben dein - Wir wollen singn ein Lobgesang
- 1971 - Offrande à Marie: Mater admirabilis - Consolatrix afflictorum -Regina angelorum - Regina pacis - Mater Christi - Maria Mater gratiae
- 1973 - Cinq Méditations sur l'Apocalypse: Celui qui a des oreilles, qu'il ècoute - Il ètait, Il est et Il vient - Visions prophétiques - Oh oui, viens, Seigneur Jésus - La Cinquième trompette
- 1973 - Suite Baroque: Plein jeu - Trémolo en taille - Dialogue - Flûtes - Dialogue entre le hautbois, le bourdon et le nazard - Voix humaine - Grand Jeu
- 1974 - Huit Chants de Bretagne: Le Paradis - Disons le chapelet - Angélus - Noël breton - Jésus mon sauveur béni - Jésus nous dit de prier - Aux lys avec leurs feuilles argentées - Pensez à l'Eternité
- 1975 - Trois Esquisses Romanes pour un ou deux orgues
- 1975 - Trois Esquisses Gothiques pour un ou deux orgues
- 1976 - Six Petites Pièces: Trio - Repeated notes - Legato - Staccato - Chords - Rhythms
- 1976 - Mosaïque 1: Stèle pour Gabriel Fauré - Sur la tombe de Buffalo Bill - Double Fantaisie pour 2 organistes - Boystown, lieu de paix
- 1976 - Mosaïque 2: Gable - Images - Trio - Complainte de Pontkalleg - Salve Regina
- 1976 - Deuxième Symphonie " alla Webern ": Prélude - Lude - Interlude - Postlude
- 1977 - Mosaïque 3: Parfum - Lumière - Printemps - Thèmes - Pax - 2ème Fantaisie pour deux organistes
- 1978 - Triptyque Grégorien: Rosa Mystica - In Paradisum - Alleluia
- 1978 - Progression: Monodie - Duo - Trio - Offering - Fugue et continuo
- 1979 - Trois Noëls
- 1979 - Offrande à une âme: Vers la lumière - Dans la lumière
- 1979 - Troisième Symphonie: Introduction - Cantabile - Intermezzo - Un dimanche matin à New York - Orage
- 1980 - Rosace: For a celebration - Introduction et marche - Croquis - Feux d'artifices
- 1981 - Chant des bergers - Prière des mages
- 1982 - Prélude et allegro
- 1983 - Soleils: Matin - Midi - Soir - Etoiles - France
- 1983 - Sept Etudes de Concert pour pédale solo
- 1984 - Deux Pièces brèves
- 1984 - Huit Préludes: de 1 à 8
- 1984 - Miniature II
- 1985 - Talitah Koum: Salve Regina - Regina caeli - Messe X - 1,7,8
- 1985 - Trois Pièces faciles: Libre - Récitatif - Allegro
- 1985 - B.A.C.H: 6 pièces
- 1985 - American Folk-Hymn Settings: Amazing Grace - Battle Hymn of the Republic - How firm a foundation - On Jordan's stormy banks I stand - There is a fountain filled with blood - When I can read my tittle clear
- 1985 - In Memoriam
- 1986 - Douze Versets: de 1 à 12
- 1986 - Hommage à Rameau: Ostinato'' - Meditation - Evocation
- 1986 - Expressions: 15 pièces
- 1986 - Fantasy on Two Old Scottish Themes
- 1987 - Trumpet Tune
- 1988 - Christmas Carol Hymn Settings: O Come, all ye faithful - Angels we have heard on high - Silent night, Holy night - In dulci jubilo- Joy to the World - He is born
- 1988 - Contrastes: Glas - Allegretto - Kyrie - Pièce de concert
- 1990 - Mort et Résurrection
- 1990 - Moonlight Scherzo
- 1990 - Trois Offertoires
- 1990 - Suite in Simplicitate: Plein jeu à la Française - Virgo Maria - Cum Jubilo
- 1990 - Trio